# Active Planets
Active Planets（アクティブ プラネッツ）はパソコン用アダルトゲームのブランドオーガスト専属の音楽制作プロジェクト。
様々なクリエーターが参加しているが、コアとなるクリエーターとしてはkors k、 DJ SHIMAMURA、sumiisanが挙げられる。
参加クリエーターの関係からハードコアテクノやトランス、ブレイクビーツといったデジタル音楽に強いイメージがあるが、
劇伴音楽など、音楽性の幅は広い。また、特定のボーカリストには拘っていない。

## 参加アーティスト

### クリエーター
- DJ SHIMAMURA
- sumiisan
- kors k(Omega Force)
- Ultra Violet
- HIR
- Tatsh
- NOIZ'n GIRL
- Ryu☆
- Uriel
- kurabe
- さなぎ
- Ran Mineco
- wacha
- 澄田まお
- N.naomi
- 橋本真友子
- イケダトモノリ
- qurter
- tom.k
- DJ Hase NRGetic
- RaverRose
- Y&Co.
- Sadahiro Nakano
- DJ GS
- 永原さくら

### ボーカリスト
- ちっち
- 榊原ゆい
- Ceui
- 泉伶
- Mizuho
- Veil ∞ Lia
- Veil ∞ Yui Yamamoto
- 真優
- 手塚まき
- 中恵光城
- チャン・リーメイ
- ЯIRE
- 生天目仁美（未来パレット/『Terra Passport録り下ろし』）
- 野々瀬ミオ（未来パレット/『Terra Passport録り下ろし』）
- 後藤麻衣（未来パレット/『Terra Passport録り下ろし』）
- 氷青（未来パレット/『Terra Passport録り下ろし』）
- 黒河奈美（未来パレット/『Terra Passport録り下ろし』）
- 伊藤静（未来パレット/『Terra Passport録り下ろし』）
- 高野直子（未来パレット/『Terra Passport録り下ろし』）
- 結本ミチル（未来パレット/『Terra Passport録り下ろし』）

## ディスコグラフィー

### テレビアニメ音楽制作

#### 2014年
- 大図書館の羊飼い(2014年10月9日～)：楽曲、BGM制作

### PCゲーム音楽制作

#### 2004年
- オーガストファンBOX(2004年8月27日発売)：主題歌、リミックス制作

#### 2005年
- 夜明け前より瑠璃色な(2005年9月22日発売)：楽曲、BGM制作

#### 2008年
- FORTUNE ARTERIAL(2008年1月25日発売)：楽曲、BGM制作

#### 2009年
- 夜明け前より瑠璃色な-Moonlight Cradle-(2009年2月27日発売)：楽曲、BGM制作

#### 2011年
- 穢翼のユースティア(2011年4月28日発売)：楽曲、BGM制作

#### 2013年
- 大図書館の羊飼い-a good librarian like a good shepherd-(2013年1月25日発売)：楽曲、BGM制作

### CD

#### 2005年
- 夜明け前より瑠璃色な イメージテーマ マキシシングル『Lapis Lazuli(ラピスラズリ)』(2005年9月22日発売)

#### 2006年
- 夜明け前より瑠璃色な 音楽集『Lunar Passport』(2006年1月27日発売)
- 夜明け前より瑠璃色な-Brighter than dawning blue- イメージテーマ　マキシシングル『下弦の月～生まれ出づる明日』(2006年12月7日発売)

#### 2007年
- 夜明け前より瑠璃色な -Brighter than dawning blue- 音楽集 『Terra Passport』(2007年3月30日発売)
- FORTUNE ARTERIAL マキシシングル『It's my precious time!』(2007年10月25日発売)

#### 2008年
- FORTUNE ARTERIAL マキシシングル『扉ひらいて、ふたり未来へ』、『赤い約束』両A面マキシシングル(2008年1月25日発売)
- FORTUNE ARTERIAL -INJECTED MUSIC COLLECTION-　※初回限定特典(2008年1月25日発売)
- FORTUNE ARTERIAL Original Sound Track (2008年5月30日発売)

#### 2009年
- 夜明け前より瑠璃色な -Moonlight Cradle- マキシシングル『深青Philosophy』(2009年2月27日発売)
- Active Planets 1st ALBUM 『AMASIA』(2009年4月26日発売)
- 夜明け前より瑠璃色な -Moonlight Cradle- 音楽集 『Future Passport』(2009年8月28日発売)

#### 2011年
- 穢翼のユースティア オープニングテーママキシシングル『Asphodelus』(2011年4月28日発売)
- 穢翼のユースティア エンディングテーママキシシングル『親愛なる世界へ』(2011年4月28日発売)
- 穢翼のユースティア -Original CharacterSong Series-EUSTIA(2011年11月25日発売)

#### 2012年
- 穢翼のユースティア -Original CharacterSong Series-ERIS/FIONE(2012年1月27日発売)
- Active Planets 1st ALBUM 『AMASIA』/Low-Priced edition(2012年4月27日発売)
- 穢翼のユースティア -Original CharacterSong Series-St.IRENE，LAVRIA / LICIA(2012年4月27日発売)
- 穢翼のユースティア -Original CharacterSong Series-CAIM(2012年7月27日発売)
- 大図書館の羊飼い　OPテーママキシシングル『ストレイトシープ／夢飼い日和』（2012年8月24日発売）

#### 2013年
- 大図書館の羊飼い　EDテーママキシシングル『明日への栞／Dear Smile』（2013年1月25日発売）
- オーガスト歴代ボーカルピアノアレンジ集～SPROUT AUGUST～（2013年9月27日発売）
- トラベリング・オーガストレコーディングアルバム～ARTICLE AUGUST～（2013年9月27日発売）

#### 2014年
- 大図書館の羊飼い-Dreaming Sheep- OP＆EDマキシシングル（2014年3月28日発売）
- TV Animation『大図書館の羊飼い』OPテーママキシシングル「On my Sheep」（2014年10月31日発売）
- TV Animation『大図書館の羊飼い』EDテーママキシシングル「青空とグリーンベルト」（2014年11月28日発売）
- TV Animation『大図書館の羊飼い』オリジナルサウンドトラック（2014年12月26日発売予定）